# マイケル・ハーディ・ボーイズ
マイケル・ハーディ・ボーイズ（Sir Michael Hardie Boys、1931年10月6日 - 2023年12月29日）は、ニュージーランドの法律家、元判事、弁護士、第17代ニュージーランド総督（1996年3月21日 - 2001年3月21日）。

## 来歴
1931年10月6日にウェリントンに誕生する。ウェリントンの名門高校であるウェリントン・カレッジを卒業した後はヴィクトリア大学ウェリントンへ進学して、文学士と法学士の学位を取得した。
大学卒業後は弁護士となり、その後ニュージーランド高等裁判所に務める。
1980年にニュージーランド高等裁判所判事に就任。1989年に控訴院判事、枢密院委員に就任。1995年に法曹学院評議員に就任。
ケンブリッジ大学ウォルフソン・カレッジ客員フェローを経て1995年に名誉フェローに就任。
1996年3月にジム・ボルジャー首相（当時）の指名を受けて17代目ニュージーランド総督に就任した。1997年にヴィクトリア大学ウェリントンより名誉博士号を授与される。2001年3月に総督を退任。同年、女王功績勲章を授与される。
総督退任後はキリバス共和国高等裁判所判事に就任した。
2023年12月29日に死去。92歳没。